# 좀비 스위퍼
좀비스위퍼는 아크 게임 스튜디오에서 개발한 지뢰찾기 퍼즐 게임이다.

## 개요
- 지뢰찾기 퍼즐에 좀비 테마와 액션이 가미된 모바일 게임이다.
- 스테이지 클리어 방식으로 진행된다.
- 개발자 1인이 개발했다.

## 스토리
- 군 비밀 실험실에서 유포된 좀비 바이러스로 인류는 멸망 위기에 처한다.
- 세상을 구원하기 위해 특공대 USTF가 조직된다.
- 플레이어는 USTF의 지휘관으로서 좀비를 소탕하고, 생존자를 구조하는 임무를 진행한다.

## 게임 플레이

### 챕터
- 1장 : 파멸의 도시
- 2장 : 좀비 백화점
- 3장 : 죽음의 학교
- 4장 : 고요한 공항
- 5장 : 살아있는 시체들의 숲
- 6장 이후 : 업데이트 예정

### 미션
- 좀비 사살
- 좀비 연속 사살
- 오염구역 정화
- 점령 (타워, 마켓, 주유소, 발전소 등)
- 헤드샷
- 생존자 구조
- 생존자 연속구조
- 보스 좀비 사살

### USTF
- 권총
- 소총
- 샷건
- 스나이퍼
- 전기톱
- 화염방사기

### 아이템
- 좀비 탐지기
- 안전구역 탐지기
- 생존자 탐지기
- 좀비 유인
- 강한 좀비 유인
- 유인 폭탄
- 공습 요청
- 헬파이어 미사일

### 기타
- 랭킹
- 업적

### 도움말/공략/게임팁
좀비 스위퍼 공식 블로그 > 게임팁/공략/매뉴얼

## 1인 개발
- 개발자 1인이 4년 동안 개발했다.
- 구글 플레이 Youtube에 소개된 개발 스토리

지난 2015년 게임창조오디션 2위와 2017년 구글 인디게임 페스티벌 TOP3, 19회 게임인재단 대상에 선정되며 출시 전부터 높은 기대를 받아왔으며, 1인 개발자로서 13,000시간을 쏟아 기획과 디자인, 개발 그리고 사운드 믹싱까지 모든 요소를 알차게 제작해낸 개발 스토리가 최근 유튜브 및 TV 광고로 소개되며 좋은 반응을 얻고 있다. 임원호 대표는 "참신하고 재미있는 게임을 만드는 것을 목표로 오랜 시간 모든 열정과 꿈을 담아 달려왔다. 게임을 접하는 이용자께 단 1시간이라도 재미와 만족감을 줄 수 있다면 더할 나위 없이 기쁠 것 같다” 라며 “재미와 완성도로 평가받고 싶다"고 포부를 밝혔다.

## 수상 이력
- 2015.12 : 제2회 게임창조오디션 Top 2 수상
- 2016.08 : 2016 글로벌 톱 라운드 Top 10 선정
- 2017.04 : 2017 구글 인디게임 페스티벌 Top 3 수상
- 2017.06 : 제18회 게임인재단 Top List 선정
- 2017.11 : 제19회 게임인재단 대상 수상
- 2018.12 : 구글 플레이 올해를 빛낸 혁신적인 게임 최우수상

1. ↑  1인 개발자 13,000시간의 결과물 '좀비 스위퍼', 구글 금주의 추천 게임에 선정